# Lista över ovanliga asteroider
Alla asteroider ligger inte i asteroidbältet. Många har omloppsbanor som tar dem närmare solen, såsom: Aten-asteroider, Apollo-asteroider, Amor-asteroider. Centaurerna har sina omloppsbanor bland gasjättarna och bland de transneptunska objekten finns det flera undergrupper. Damokloider är en grupp asteroider som har mer kometlika omloppsbanor.
Trots detta finns det vissa asteroider som inte passar in i någon av dessa kategorier, eller vars placering är osäker. Dessutom är damokloiderna som grupp inte helt erkänd.

## Listning
Det här är en lista över ovanliga asteroider, såsom Minor Planet Center definierat. Endast numrerade småplaneter är upptagna i listan.
- 944 Hidalgo
- 4587 Rees
- 5164 Mullo
- 5201 Ferraz-Mello
- 5335 Damocles
- 6130 Hutton
- 7096 Napier
- 7604 Kridsadaporn
- 8373 Stephengould
- 9767 Midsomer Norton
- (14222) 1999 WS1
- (15504) 1999 RG33
- (18916) 2000 OG44
- 20461 Dioretsa
- (32511) 2001 NX17
- 37117 Narcissus
- (37384) 2001 WU1
- (65407) 2002 RP120
- (96177) 1984 BC
- (101058) 1998 RN3
- (101795) 1999 HX2
- (102528) 1999 US3
- (115916) 2003 WB8
- (136620) 1994 JC
- (137184) 1999 JG63
- (144870) 2004 MA8
- (144908) 2004 YH32
- (145485) 2005 UN398
- (145627) 2006 RY102
- (153542) 2001 SS107
- (154783) 2004 PA44
- (301964) 2000 EJ37
- (306173) 2010 NK83
- (306918) 2001 UQ11
- (307660) 2003 SB220
- 308306 Dainere
- (308607) 2005 WY3
- (310574) 2001 SH262
- (316720) 1998 BE7
- (317958) 2003 XG
- (322713) 2000 KD41
- (330759) 2008 SO218
- (333948) 1999 XG135
- (337074) 1998 HU108
- (347449) 2012 TW236
- (363076) 2000 PH6
- (363135) 2001 QQ199
- 365756 ISON
- (366343) 1994 LC1
- (376764) 1999 XS16
- (380199) 2000 YQ29
- (380282) 2002 AO148
- (393348) 1988 RO1
- (393350) 1992 RN1
- (402138) 2004 PC97
- (402267) 2005 QE166
- (405058) 2001 TX16
- (408825) 2001 OF84
- (415690) 1992 UB
- (416286) 2003 PR11
- (416595) 2004 NZ899